# Ontaarde materie
Gedegenereerde of ontaarde materie is materie die zodanig door de zwaartekracht wordt samengeperst dat de tegendruk van de materiedeeltjes, die wordt veroorzaakt door het uitsluitingsprincipe van Pauli, dominant wordt in de totale druk. Dit principe houdt in dat geen twee fermionen van hetzelfde type (twee elektronen, twee protonen, twee neutronen) dezelfde kwantumtoestand mogen bezetten. Gedegenereerde materie treffen we aan in metallische waterstof, witte dwergen, de kern van reuzensterren (bijvoorbeeld de voorstadia van supernova's), neutronensterren en mogelijk ook in quarksterren.
Bij een witte dwerg wordt de tegendruk veroorzaakt door de elektronen (ook de atoomkernen kunnen ontaard raken, maar dat gebeurt pas bij veel hogere dichtheid). De dichtheid van elektron-gedegenereerde materie in witte dwergen kan oplopen tot meer dan een miljoen kg per kubieke centimeter. 
Als de druk door de zwaartekracht hoger is dan de Chandrasekhar-limiet van 1,4 maal de massa van de zon worden de elektronen in de kern gedrukt, waarbij de elektronen samen met de protonen, neutronen vormen. Deze neutronen leveren door het uitsluitingsprincipe van Pauli wederom een tegendruk tegen de zwaartekracht. Deze vorm van gedegenereerde neutron-materie vinden we in neutronensterren. De massa bedraagt om en nabij een miljard ton per kubieke centimeter.
Indien de massa van een neutronenster de Oppenheimer-Volkofflimiet van ongeveer 3-5 zonnemassa's overschrijdt, is de tegendruk van de neutronen door het uitsluitingsprincipe van Pauli onvoldoende en wordt, afhankelijk van de massa, een quarkster of een zwart gat gevormd.